# Wartislaw († 1233)
Wartislaw († 1233) war ein pommerscher Adliger aus der Linie der Swantiboriden, einer Seitenlinie des in Pommern regierenden Greifenhauses. 
Von Wartislaw sind Urkunden aus den Jahren 1218/1228 und 1218/1233 überliefert, in denen er dem Kloster Kolbatz Dörfer verkaufte. Das Kloster Kolbatz war 1173 von seinem Großvater Wartislaw Swantiboricz gestiftet worden. Wartislaw trat auch in herzoglichen Urkunden aus den Jahren 1219/1222,, 1220/1222 und 1218/1233  als Zeuge auf. Die Kolbatzer Annalen verzeichnen Wartislaws Tod für 1233.
Wahrscheinlich ist Wartislaw identisch mit dem in Urkunden aus den Jahren 1228 und 1229 als Zeuge auftretenden Kastellan von Stettin namens Wartislaw. Denn auch sein Großvater Wartislaw Swantiboricz war Kastellan von Stettin gewesen, vielleicht auch sein Vater Bartholomäus von Stettin.  
Der Historiker Robert Klempin (1816–1874) hatte angenommen, Wartislaw sei auch identisch mit dem 1218/1220 in einer Urkunde genannten Wartislaw von Gützkow, und darauf weitere Vermutungen aufgebaut; diesen Vermutungen folgte der Historiker Theodor Pyl (1826–1904). Nach dem Urteil des Historikers Martin Wehrmann (1861–1937) ist die Unsicherheit dieser Annahme offensichtlich.

## Ehe und Nachkommen
Wartislaws Gemahlin ist unbekannt. Wartislaw hatte einen Sohn Bartholomäus († nach 1254).